# Omsk (album)
Omsk is een muziekalbum van de groep The Nits uit 1983.
Het bevat de volgende nummers:
1. A Touch of Henry Moore
2. Unpleasant Surprise
3. Vermillion Pencil
4. Springtime Coming
5. Tons of Ink
6. Jardin d'Hiver
7. Nescio
8. Walls Have Ears
9. Spirits Awake
10. Walter and Conny
11. The Cold Eye
12. Shadow of a Doubt

Met Omsk trad Robert Jan Stips toe tot de band. De zangeressen Mathilde Santing en Fay Lovsky zijn op het album te horen.